# Elbasanski okrug
Elbasanski okrug (albanski: Qarku i Elbasanit) je jedan od 12 okruga u Albaniji. Glavni grad okruga je Elbasan.
Sastoji se od sljedećih distrikata:
- Elbasanski distrikt
- Gramški distrikt
- Libraždski distrikt
- Peqinski distrikt

Većina zapadne granice okruga je ujedno i državna granica prema Republici Makedoniji. Unutar Albanije, okrug Elbasan graniči sa sljedećim okruzima:
- Dibërski okrug: sjever
- Korčanski okrug: jugoistok
- Beratski okrug: jug
- Fierski okrug: jugozapad
- Tiranski okrug: sjeverozapad